# Burien (Washington)
Burien es una ciudad ubicada en el condado de King en el estado estadounidense de Washington. En el año 2000 tenía una población de 46.022 habitantes y una densidad poblacional de 1.792,6 personas por km².

## Geografía
Burien se encuentra ubicada en las coordenadas 47°28′6″N 122°20′44″O / 47.46833, -122.34556.

## Demografía
Según la Oficina del Censo en 2000 los ingresos medios por hogar en la localidad eran de $41.577, y los ingresos medios por familia eran $53.814. Los hombres tenían unos ingresos medios de $39.248 frente a los $29.694 para las mujeres. La renta per cápita para la localidad era de $23.737. Alrededor del 9,4% de la población estaban por debajo del umbral de pobreza. ..,

## Educación
Las Escuelas Públicas de Highline tiene su sede en Burien.